# 瀬藤幹人
瀬藤 幹人（せとう みきひと、1979年11月4日 - ）は、日本の元プロボクサー、元日本スーパーバンタム級暫定王者。
千葉県市原市出身、千葉経済大学附属高等学校、日本体育大学卒業。協栄ボクシングジム所属。

## 人物
- ガードを下げた状態からキレのある左ジャブ、ワンツーを放つスタイルを身上とする[1]。
- 入場曲は杉山勝彦が作曲したオリジナル曲「to be myself」。
- 現役時代は選手活動と並行して協栄が開発したフィットネスプログラム「シェイプボクシング」のインストラクターも務めていた。
- 妻が川崎ブレイブサンダースの北卓也ヘッドコーチと知り合いであり、家族ぐるみで同チームの応援をしている[2]。

## 来歴
2000年5月15日、プロデビュー戦は4R判定負けとなり、この後5連勝を収めた。2001年9月27日、東日本スーパーバンタム級新人王トーナメント準決勝で田口晴康（フラッシュ赤羽）に判定負けとなり、この後4連勝を収めた。
2002年9月10日、第16回KSD杯争奪B級トーナメントバンタム級準決勝で竹下隆之（宮田）に1-2の判定負けとなった。同年11月18日、染谷勘太（東京拳闘会）とのスーパーフェザー級8回戦で最終8RにTKO勝利を収め、再起を果たした。この後は56.0kg契約などスーパーバンタム級以外の契約体重での試合が続いた。
2003年3月25日、宮将来（ヨネクラ）との8回戦に1-2の判定負けを喫して2連敗となった。同年9月15日、名護明彦（全日本パブリック）に3RKO負けとなった時点では、引き分けも含め4戦続けて白星がなかった。この試合以降はほぼスーパーバンタム級での戦いとなった。
2004年6月21日、山中大輔（白井・具志堅）との8回戦に3-0の判定勝利を収めて再起を果たし、この後は16連勝となった。
2006年2月4日、下田昭文（帝拳）との10回戦に2-0の判定勝利。2008年10月までの5年間あまりで唯一の黒星を下田に与えた。同年7月17日、竹下隆之（角海老宝石）に6RTKO勝利を収め、2002年以来の雪辱を果たした。2007年10月15日、福島仕（花形）に5RKO勝利を収めた。この後3戦は56.0kg契約で戦った。
2008年6月16日、日本スーパーバンタム級1位として、2位で元日本同級王者の木村章司（花形）と10回戦を戦い、0-3の判定負けとなった。当初は2月に予定されていたが、木村の肋骨負傷で延期となるうちに両者のランキングが入れ替わっての対戦だった。同年9月15日、いずれも再起をかけた宮田芳憲（角海老宝石）との10回戦で8RTKO勝利を収めた。
2009年5月19日、日本スーパーバンタム級挑戦者決定戦を日本1位・OPBF6位として日本2位・OPBF9位の芹江匡晋（伴流）と争い、1-2（76-77、77-76、76-77）の判定負けを喫した。同年9月21日、日本スーパーバンタム級2位として片山功（中内）とフェザー級8回戦を行い、3RTKO勝利を収めて再起を果たした。
その後1引分を挟み、2010年6月2日には日本スーパーバンタム級1位・OPBF同級7位として笛木亮（ジャパン・スポーツ）と56.0kg級8回戦を行い、4Rにはバッティングで両者が流血、7R2分13秒に笛木の左目上からの出血がひどくなって試合続行不可能とされ、69-64、70-64、70-64の3-0で負傷判定勝利を収めた。
2011年4月9日、芹江が左膝靭帯負傷の影響でチャンピオンカーニバルに出場出来なくなり、その代わりに設置された日本スーパーバンタム級暫定王座決定戦で、同級1位として同級3位の玉越強平（千里馬神戸）と戦い、10R判定で暫定王者となる。
2011年7月1日、怪我から復帰した正規王者芹江匡晋との統一戦で、10R判定で敗れ王座陥落、瀬藤が3ヶ月間保持していた暫定王座は芹江の正規王座に吸収される形で消滅した。
2012年12月10日、大竹秀典（金子）の持つ日本スーパーバンタム級王座に挑むが、10R判定で奪取ならず。
2013年、最強後楽園にエントリー。7月1日の準決勝で青木幸治（角海老宝石）を6回TKOで降し決勝まで進めるが、10月19日の決勝で中嶋孝文（ドリーム）に4回TKO負けを喫し日本王座再挑戦はならなかった。
2017年7月19日、IBFスーパーバンタム級13位の和氣慎吾（FLARE山上）との試合に5RTKOで敗れる。この試合が51戦に及ぶプロキャリアの最後の試合となった。
2018年11月12日、WBC世界スーパーバンタム級暫定王座決定戦の会場・後楽園ホールにて、引退式が行われた。
2020年2月13日、所属していた協栄ボクシングジムが、協栄新宿ボクシングジムに名称を変えることが東日本ボクシング協会理事会にて承認される。協栄ボクシングジムで海老原博幸に次ぐ試合数の瀬藤幹人が会長に就任し東日本協会に新規加盟した。

## 獲得タイトル
- 日本スーパーバンタム級暫定王座(防衛0)

## 関連書籍
- 千代泰之監修『一拳一会II だからボクシングは面白い』エベイユ、2009年3月19日発行 ISBN 978-4-434-13063-2